# Fondazione Franco Zeffirelli
La Fondazione Franco Zeffirelli onlus è una fondazione privata senza fini di lucro, istituita da Franco Zeffirelli nel 2015 per mettere a disposizione del pubblico generico e degli studiosi il proprio patrimonio artistico e culturale, risultato di quasi settant’anni di carriera e dichiarato “di particolare interesse storico” da parte del Ministero per i Beni e le Attività Culturali (ai sensi del d.lgs 42/2004 in data 29 gennaio 2009).
La Fondazione ha sede a Firenze, nel Complesso di San Firenze, in piazza San Firenze 5, tra Santa Croce, Palazzo Vecchio e il Museo del Bargello. L’inaugurazione ufficiale è avvenuta il 31 luglio 2017 e l’apertura della struttura al pubblico è iniziata il 1º ottobre 2017.
Le attività della Fondazione si estendono su due piani del Complesso, su una superficie di circa 3.700 metri quadrati. Al piano terra si trovano l’Archivio e la Biblioteca personali e professionali di Franco Zeffirelli, e le aule didattiche. Al piano nobile sono stati collocati gli uffici ed è stato allestito il Museo, con 22 sale dedicate al Teatro di Prosa, al Teatro d’Opera e al Cinema. Al piano terra si trova anche l’Oratorio di San Filippo Neri.
La Fondazione accoglie al suo interno le attività culturali del Centro Internazionale per le arti dello spettacolo Franco Zeffirelli (CIAS), un progetto realizzato da Franco Zeffirelli in collaborazione con l'amministrazione comunale di Firenze. Il Comune di Firenze, proprietario dell’immobile, in virtù delle attività culturali che vi si svolgono, ha deliberato la concessione di un canone d’affitto agevolato.

## Archivio
L’Archivio della Fondazione Franco Zeffirelli contiene decine di copioni e sceneggiature, centinaia di pagine di appunti, migliaia di fotografie, centinaia di schizzi, disegni e bozzetti, materiali pubblicitari, rassegne stampa, carteggi, documentazione amministrativa, letteratura grigia e audiovisivi.

## Biblioteca
La Biblioteca è costituita da una collezione libraria di oltre 7.000 pezzi, comprendente l’insieme dei volumi precedentemente conservati presso l’abitazione romana di Franco Zeffirelli.

## Museo Zeffirelli
Il Museo ospita oltre trecento opere di Franco Zeffirelli, tra bozzetti di scena, disegni, figurini e costumi di scena, che Franco Zeffirelli ha realizzato e collezionato sin dai primi esordi. Il percorso espositivo – suddiviso cronologicamente nella successione delle sale in “Teatro di prosa”, “Opera in musica” e “Cinema” – illustra per temi gli allestimenti teatrali, le regie d’opera e le trasposizioni cinematografiche (tratte dalla letteratura classica e da quella contemporanea). Ad integrarlo, sono foto di scena, locandine, studi preparatori, e tutta una documentazione che dà ampia testimonianza delle rappresentazioni sui palcoscenici più importanti e degli autori, del teatro e dell’opera, prediletti.
Alla mostra permanente si affiancano periodicamente esposizione temporanee. Tra quelle già realizzate troviamo:
- Un nuovo volo su Solaris, a cura di Polina Lobačevskaja, promossa dal Museo AZ (Anatolij Zverev) di Mosca (28 maggio – 31 luglio 2018)

- Mao Jianhua – Mountains, Secret Harmony of the Earth, a cura di Cristina Acidini (7-30 novembre 2018)